# Bruno Maderna
Bruno Maderna est un compositeur et chef d'orchestre italien, né le 21 avril 1920 à Venise et mort le 13 novembre 1973 à Darmstadt (Allemagne).

## Biographie
Il nait à Chioggia (Venise) sous le nom de Bruno Grossato, et reprendra plus tard le nom de sa mère Maderna. Celle-ci meurt alors qu'il n'a que 4 ans.
C'est son père qui lui assurera une formation musicale, si bien qu'à 7 ans, Bruno Maderna dirige plusieurs orchestres en Italie du Nord. Aidé par la comtesse de Polignac, il fait ses études au Conservatoire Sainte-Cécile à Rome avec Alessandro Bustini et obtient en 1940 son diplôme de composition. Il se perfectionne à Venise avec Gian Francesco Malipiero au Conservatoire Benedetto Marcello de Venise et suit des cours de direction d'orchestre avec Antonio Guarnieri et Hermann Scherchen.
Il est fait prisonnier par les SS allemands en 1945, puis il rejoint des partisans antifascistes.
Il enseigne au conservatoire de Venise, puis à partir de 1954 aux cours d'été de Darmstadt, et à partir de 1960 aux cours d'été de Darlington. Il enseigne enfin au conservatoire de Milan entre 1957 et 1958.
Il a dirigé à la Scala, à Londres, Amsterdam, Berlin, Tokyo. Il est devenu chef de l'Internationales Kranichsteiner Kammerensemble de Darmstadt, après avoir pris la nationalité allemande. Il a enseigné au Conservatoire de Rotterdam en 1967, au Mozarteum de Salzbourg (1967-1970), à Tanglewood et à la Juilliard School de New York (1971-1972). Il a été chef permanent de l'Orchestre symphonique de la RAI de Milan (1971-1973).
Avec l'Orchestre National de l'Opéra de Monte-Carlo, il a enregistré « Le Mandarin merveilleux » et la « Suite de danses » de Bela Bartok (RCA).
Il a créé de nombreuses œuvres :
- Symptom für Orchester, (1969), de Carlos Roqué Alsina
- Antiphonies, (1965), de Gilbert Amy
- Allelujah II, (1958), de Luciano Berio
- Bergkristall, (1973), de Sylvano Bussotti
- Sinfonia en do, (1971) de Niccolò Castiglioni
- Windows (1972), de Jacob Druckman
- Me-Ti, (1973), de Sandro Gorli
- Deux Nocturnes, (1952), de Giselher Klebe
- Insiemi, (« Ensembles », 1969), de Giacomo Manzoni
- Parole de Beckett, (1971), de Giacomo Manzoni
- Paraboles, (1965), de Paul Méfano
- Intolleranza, (1961) à Venise, de Luigi Nono
- Imaginario II, (1968) à Royan, de Luis de Pablo
- Gruppen pour trois orchestres, (1958), de Karlheinz Stockhausen
- Écran, (1971), d'Anatol Vieru
- Espressioni, (1969), de Robert Wittinger
- Divergenti, (1970), de Robert Wittinger
- Stratégie, (1963), de Iannis Xenakis
- Canto IV, (1971), de Hans Zender

Il est notamment le compositeur de l'opéra Satyricon.
Parmi ses élèves, on compte le chef d'orchestre et compositeur Giuseppe Sinopoli.
Son instrument soliste de prédilection était le hautbois. C'était pour lui l'instrument « aulodique » parfait. Ce mot est tiré d'aulos et de mélodique.
Il meurt d'un cancer à 53 ans. Plusieurs œuvres ont été dédiées à sa mémoire :
- Calmo, de Luciano Berio.
- Rituel in memoriam Bruno Maderna de Pierre Boulez.
- Duo pour Bruno de Franco Donatoni.
- Vue sur les Jardins Interdits de Henri Pousseur.

## Œuvres
- Studi per 'Il Processo di Franz Kafka', pour soprano, voix récitante et orchestre (1950)
- Continuo (1958)
- Honeyrêves pour flûte et piano (1961)
- Concerto pour hautbois (1962)
- Don Perlimplin, opéra (1962)
- Hyperion[1] (1964)
- Aulodia per Lothar (1965)
- Widmung (1967)
- De A à Z, musique de scène (1969)
- Grande Aulodia (1969)
- Quadrivium (1969)
- Pièce pour Ivry (1971)
- Ausstrahlung, pour soprano, flûte, hautbois, orchestre et bande (1971)
- Aura (1972)
- Biogramma (1972)
- Satyricon, opéra (1973)

Autres œuvres principales (dates à préciser) :
- Quatuor à cordes
- Sérénade pour orchestre
- Concerto pour piano
- Dimensioni, Serenata III et IV, qui utilisent simultanément les instruments et la bande magnétique

## Musiques de films
- Sangue a Ca' Foscari de Max Calandri (1946)
- I misteri di Venezia de Ignazio Ferronetti (1951)
- Les Deux Vérités de Antonio Leonviola (1951)
- Nous... les brutes ! de Antonio Leonviola (1953)
- Rumeur publique de Maurizio Corgnati (1954)
- La mort a pondu un œuf de Giulio Questi (1968)